# Wierhandel

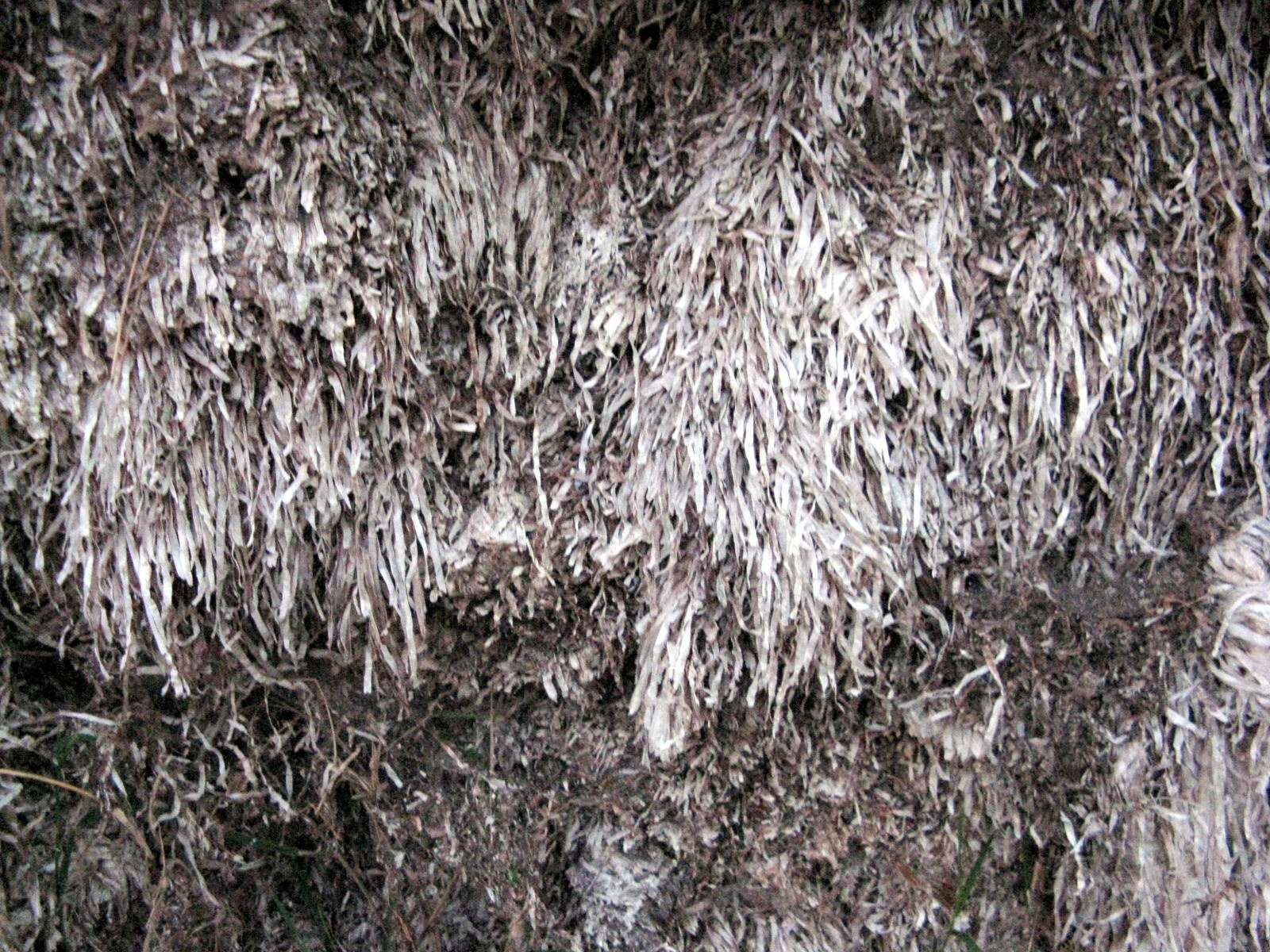
wier

Wierhandel was de handel in groot zeegras (Zostera marina) dat in de volksmond wier wordt genoemd en sinds de Middeleeuwen werd  verzameld om dijken te verstevigen. Het wier kwam voor in ondiepten in de Zuiderzee. Met name rond het eiland Wieringen en tussen Wieringen en Vlieland bevonden zich uitgestrekte gebieden waar het wier goed gedijde. Het aangespoelde wier werd in zogenaamde wierdijken verwerkt. Dit systeem raakte in de 18e  eeuw in onbruik. In de 19e eeuw dienden zich andere toepassingen voor het wier aan. Gedroogd wier was uitstekend geschikt voor de vulling van stoelen, rijtuigbekleding, matrassen en als isolatiemiddel in vloeren en wanden.  In de Eerste Wereldoorlog werden grote hoeveelheden wier gebruikt voor matrassen voor het Duitse leger.  Ook als middel tegen reumatische pijnen werd het ingezet.  De handel in gedroogd en gezuiverd wier werd een profijtelijke bedrijf.  In goede jaren, zoals in 1925, werd door Wieringer en Texelse maaiers bijna 800.000 kg wier gemaaid. Wierhandelaren waren te vinden tot in Rotterdam.
Vanaf 1898 werden alle wiergronden door de gemeente Wieringen verpacht. Het gemaaide wier moest verplicht geleverd worden aan de maatschappij Exploitatie der Wierwaarden. Het tarief voor een pak werd per jaar door de gemeenteraad vastgesteld. Het geviste en aangespoelde wier – waar menig Wieringer een goede bijverdienste aan had – viel buiten deze regeling.

## Wieroogst
De groeiende vraag naar wier in de tweede helft van de negentiende eeuw leidde ertoe dat het verzamelen van losgeraakt wier niet toereikend meer was; men ging het maaien. Het oogsten van het wier duurde van half juni tot half augustus. Het wier werd bij laag tij met de zeis gemaaid. Aanvankelijk gebruikte men hiervoor een aangepaste hooizeis en later gekoppelde zeisbladen, die door het water werden getrokken. Wieringers noemden dit een mesien. Werken met een ‘mesien’ was zwaar werk, maar het maaien verliep veel sneller. Een schipper oogstte in een etmaal  met twee maaiers 10 tot 15 pakken van 50 kilogram per stuk. 
Een ander belangrijk uitrustingsstuk waren de laarzen, die de maaiers droegen. Deze rundleren broeklaarzen kwamen tot de oksels. Ze werden op Wieringen door de schoenmaker vervaardigd. Het was een secuur werk om ze zoveel mogelijk waterdicht te krijgen. Door ze overvloedig in te smeren met traan of ze tot het kruis vol te gieten met warme bruine teer, hielden de maaiers ze waterdicht. Het hele wierseizoen kon men de maaiers herkennen aan de geur van traan of bruine teer, die ze met zich meedroegen. Waterdichte laarzen werkten goed bij grote flinke maaiers, kleinere personen hadden, door de opwaartse druk, moeite om overeind te blijven. De laarzen werden daarom wel verzwaard met ballast.
Voor het oogsten ging de schipper bij half ebtij voor anker. Een net werd dwars op het schip uitgezet. De maaiers werkten tegen de ebstroom in, waardoor het geoogste wier door de stroom naar het net werd gevoerd. Keerde het tij, dan werd het geheel omgekeerd. Het werk werd gestaakt als het vloedtij maaien onmogelijk maakte. Het net werd binnengehaald en het wier werd met een hark (een wiergreep) het schip in gewerkt. Doorgaans keerde de schipper binnen een etmaal volgeladen weer terug naar huis. Tegen de tijd dat de visser met het gemaaide wier binnen liep, stonden de boerenkarren al te wachten. Iedere visser had een overeenkomst met een boer, die het geviste wier op zijn land te drogen legde.
Het zoute of ‘vale’ wier  (dat nat en groen was) werd in de haven of aan de dijk op wagens geladen en naar gehuurde weilanden gereden. Daar werd het wier in weer en wind gedroogd. Het wier moest daarna in sloten met zoet water worden ontzilt. Dit duurde een tot vijf dagen, afhankelijk van het ijzergehalte van het slootwater. Het ontzilte of ‘geverste’ wier was nu zwart. Het werd op oppers of klampen gezet, om weer te drogen. Ten slotte werd het wier naar de wierschuur gebracht, waar het tot balen of ‘pakken’ van 100 pond werd geperst.
Op het eiland Wieringen stonden rond 1900 meer dan 12 wierschuren. Een groot deel van de bevolking speelde een rol in de wieroogst en de wierhandel.

## Verdwenen
Rond 1930 stortte de wierhandel volledig in. De Wieringer vissers legden de verantwoordelijkheid bij de Zuiderzeewerken. Door de aanleg van de Amsteldijk in 1924 (van Wieringen naar de Anna Paulownapolder) en de Afsluitdijk (afronding in 1932) veranderden de stromingen en het zoutgehalte van de wateren waar het zeegras eerder zo goed gedijde. Min of meer tegelijkertijd werd het zeegras aangetast door een schimmel, een probleem dat zich ook elders in Europa manifesteerde. De schuldvraag was niet onbelangrijk voor de vissers omdat compensatie voor de gederfde inkomsten enkel bij veroorzaking door Zuiderzeewerken aan de orde kon zijn. De overheid hield het op de biologische oorzaak en keerde geen compensaties uit.